# Le Roi de l'évasion
Le Roi de l'évasion è un film del 2009 scritto e diretto da Alain Guiraudie.

## Trama
Armand, omosessuale venditore di attrezzature agricole di 43 anni, forma una strana coppia con la sfrontata sedicenne Curly.

## Produzione
Il film è stato girato ad Albi.

## Distribuzione
Il film è stato presentato alla Quinzaine des réalisateurs del Festival di Cannes il 18 maggio 2009, venendo distribuito nelle sale cinematografiche francesi a partire dal 12 luglio dello stesso anno.

## Riconoscimenti
- 2009 – Festival internazionale del cinema di Gijón
  - Premio speciale della giuria
- 2009 – Torino Film Festival
  - In concorso